# Tour de Vendée 2005
La 34e édition du Tour de Vendée  a eu lieu le dimanche 22 mai 2005. Il s'agit de la onzième des quatorze épreuves de la Coupe de France de cyclisme sur route 2005, inscrite en catégorie 1.1 au calendrier de l'UCI Europe Tour. Elle est remportée par le coureur suédois Jonas Ljungblad de l'équipe Amore & Vita-Beretta.

## Classement final
|    | Coureur            | Pays    | Équipe                |    | Temps          |
| -- | ------------------ | ------- | --------------------- | -- | -------------- |
| 1  | Jonas Ljungblad    | Suède   | Amore & Vita-Beretta  | en | 5 h 2 min 10 s |
| 2  | László Bodrogi     | France  | Crédit agricole       |    | + 2 s          |
| 3  | Stéphane Pétilleau | France  | Bretagne-Jean Floc'h  |    | + 5 s          |
| 4  | Nicolas Roche      | Irlande | Cofidis               |    | + 15 s         |
| 5  | Niels Brouzes      | France  | Auber 93              |    | + 1 min 42 s   |
| 6  | Lloyd Mondory      | France  | AG2R Prévoyance       |    | m.t.           |
| 7  | Benoît Vaugrenard  | France  | La Française des Jeux |    | m.t.           |
| 8  | David Bréard       | France  | Auber 93              |    | + 1 min 43 s   |
| 9  | Jérémy Roy         | France  | La Française des Jeux |    | + 1 min 46 s   |
| 10 | Stéphane Bergès    | France  | Agritubel             |    | + 1 min 52 s   |